# Галиди, Брахим
Брахи́м Галиди́ (араб. براهيم غاليدي‎; род. 31 января 2005) — марокканский футболист, вингер нидерландского клуба НАК Бреда.

## Клубная карьера
Галиди — воспитанник клубов «Андерлехт», «Юнион», «Сент-Трюйден» и «Стандард». В 2022 году игрок дебютировал за дублирующий состав последних. 10 апреля в матче против «Сент-Трюйдена» он дебютировал в Жюпиле лиге.
8 июля 2025 года перешёл в нидерландский клуб НАК Бреда, подписав трёхлетний контракт до середины 2028 года.